# Fly540
Five Fourty Aviation Ltd, thương hiệu là Fly540, là một hãng hàng không chi phí thấp bắt đầu hoạt động vào năm 2006 và có trụ sở tại Nairobi, Kenya  Accra, Ghana và Luanda, Angola với các tuyến bay vận chuyển hàng hóa và hành khách nội địa và quốc tế. Hãng này có hai hãng hàng không con là Fly540 Ghana và Fly540 Angola cả hai đều là hãng hàng không giá rẻ hoạt động ở các quốc gia này. Tất cả các công ty này phần lớn cổ phần thuộc sở hữu của tập đoàn đầu tư châu Phi Lonrho Ltd có trụ sở ở Luân Đôn.

## Đội tàu bay

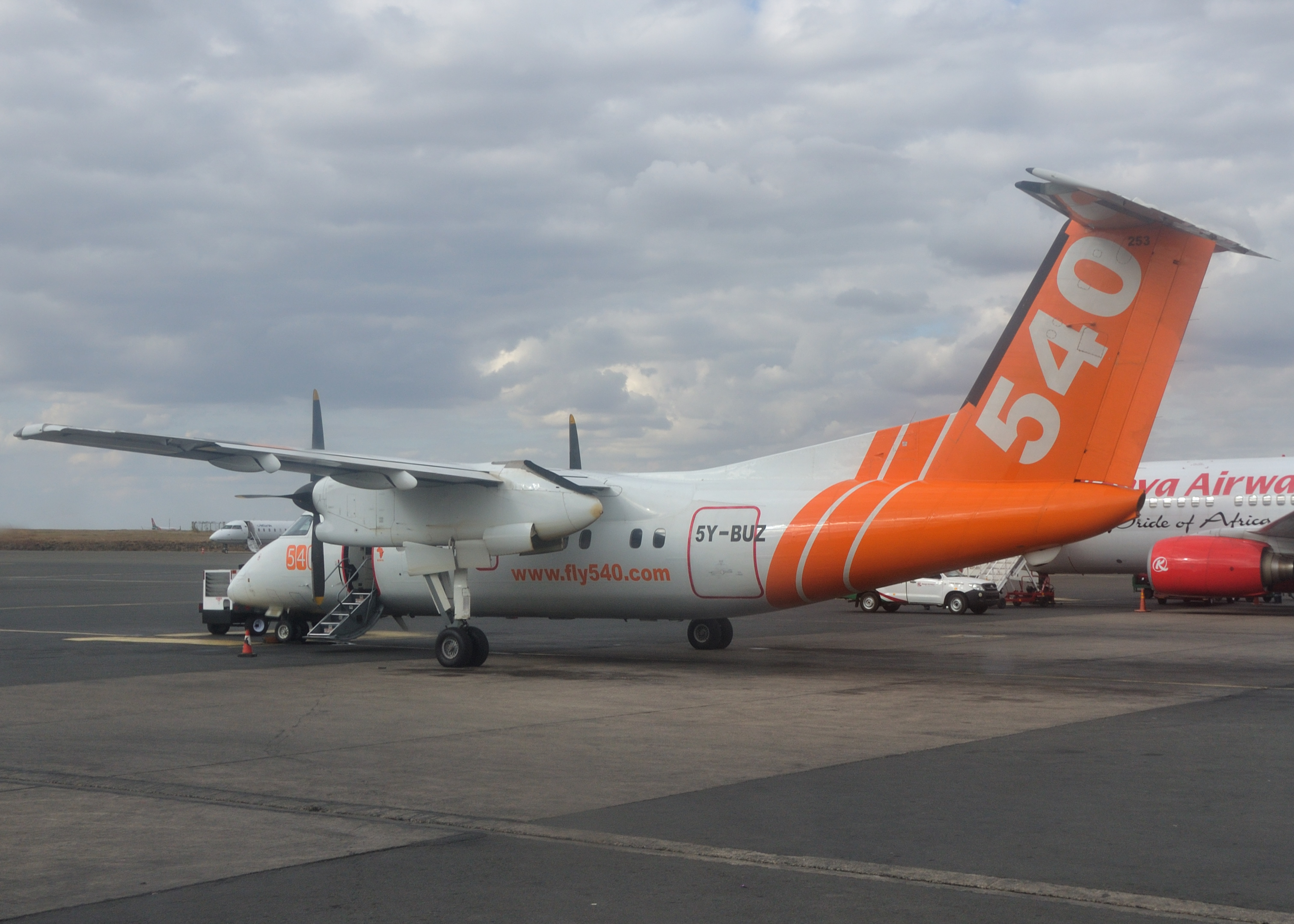
Fly540 de Havilland Canada DHC-8-100

Thời điểm tháng 4 năm 2014, đội tàu bay của Fly540 bao gồm các tàu bay sau:
Tháng 1 năm 2008, hãng đã ký một hợp đồng trị giá 150 triệu đô la Mỹ mua 8 chiếc ATR 72-500 giao hàng năm 2008 và 2009.